# John Burroughs (Gouverneur)

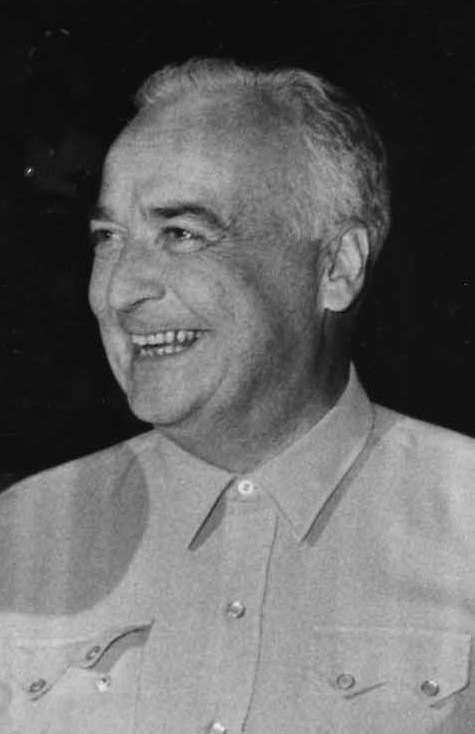
John Burroughs (1961)

John Burroughs (* 7. April 1907 in Robert Lee, Coke County, Texas; † 21. Mai 1978 in Portales, New Mexico) war ein US-amerikanischer Politiker und von 1959 bis 1961 Gouverneur des Bundesstaates New Mexico.

## Frühe Jahre
John Burroughs studierte bis 1929 am Texas Technological College. Danach besuchte er die Colorado State University. In den Jahren nach seiner Ausbildung war er als Lehrer tätig, ehe er dann ein erfolgreicher Geschäftsmann wurde. Er wurde Eigentümer einer Firma, die unter anderem Erdnussbutter herstellte und Filialen in San Antonio (Texas) sowie in Portales unterhielt.

## Politische Laufbahn
Burroughs war Mitglied der Demokratischen Partei. Im Jahr 1957 wurde er Abgeordneter im Repräsentantenhaus von New Mexico. Am 4. November 1958 wurde er mit hauchdünnem Vorsprung gegen den republikanischen Amtsinhaber Edwin L. Mechem zum neuen Gouverneur gewählt. In seiner zweijährigen Amtszeit, die am 1. Januar 1959 begann, versuchte er die finanziellen Außenstände des Staates einzutreiben und die Gelder dem Staatshaushalt zuzuführen. Burroughs förderte auch die industrielle Entwicklung in New Mexico. Trotzdem wurde er im Jahr 1960 nicht bestätigt. Statt seiner wurde sein Vorgänger Mechem erneut zum Gouverneur gewählt.

## Weiterer Lebenslauf
Nach dem Ende seiner Amtszeit bewarb er sich zweimal erfolglos um die Nominierung seiner Partei für eine Rückkehr ins Amt des Gouverneurs. Danach war er unter den Gouverneuren Bruce King und Jerry Apodaca Mitglied des Finanzausschusses von New Mexico. John Burroughs starb im Mai 1978. Er war mit Jean Mitchell verheiratet, mit der er vier Kinder hatte.